# La Argentina
La Argentina là một khu tự quản thuộc tỉnh Huila, Colombia. Thủ phủ của khu tự quản La Argentina đóng tại La Argentina Khu tự quản La Argentina có diện tích 626 ki lô mét vuông. Đến thời điểm ngày 28 tháng 5 năm 2005, khu tự quản La Argentina có dân số 8195 người.